# معاملة المثليين في الكاميرون
يواجه الأشخاص من المثليين والمثليات ومزدوجي التوجه الجنسي والمتحولين جنسياً (اختصاراً: LGBT) في الكاميرون تحديات قانونية واجتماعية لا يواجهها غيرهم من المغايرين جنسيا. يعد النشاط الجنسي المثلي بين الذكور وبين الإناث غير قانوني في الكاميرون، ويواجه الأشخاص من مجتمع المثليين وصمة عار بين السكان. كما أن المنازل التي يعيش فيها الشركاء المثليون غير مؤهلة للحصول على نفس الحماية القانونية المتاحة للأزواج المغايرين، مع وجود عدة تقارير تتحدث عن مستوى عالي من التمييز والانتهاكات ضد مجتمع المثليين.

## قانونية النشاط الجنسي المثلي
تحظر المادة 347-1 من قانون العقوبات النشاط الجنسي المثلي، ويعاقب عليه بالسجن لمدة تتراوح بين 6 أشهر و 5 سنوات وغرامة تتراوح بين 20.000 و 200.000 فرنك.
في مايو 2005، تم إلقاء القبض على 11 رجلاً في ملهى ليلي للاشتباه بالسدومية، وهددت الحكومة بإجراء فحوصات طبية «لإثبات» نشاطهم المثلي. في فبراير 2006، كان ما يقرب من جميعهم ما زالوا محتجزين، ومن المقرر إجراء المحاكمات في مارس 2006.
تقدر مجلة ذا أدفوكيت أنه في عام 2011، قُبض على ما لا يقل عن 10 رجال بموجب المادة 347. أحد هؤلاء، جان كلود روجر مبيدي، اعتقل من قبل قوات الأمن لإرساله رسائل نصية قصيرة إلى رجل من أحد معارفه وحكم عليه بالسجن لمدة ثلاث سنوات. في سجن كوندينغي المركزي.
تم الاحتجاج على الحكم من قبل منظمات حقوق الإنسان الدولية، بما في ذلك هيومن رايتس ووتش ومنظمة العفو الدولية، وقد أطلق عليه الأخير سجين رأي. في 24 نوفمبر 2011، حُكم على 3 شبان بالسجن لمدة خمس سنوات لممارسة الجنس الفموي في سيارة.
في نوفمبر/تشرين الثاني 2011، أدانت محكمة كاميرونية شابين اعتُقلا بسبب المثلية الجنسية خارج ملهى ليلي استنادًا إلى مظهرهما وسلوكهما إلى السجن لمدة خمس سنوات. صرح القاضي الذي يرأس الجلسة أن الطريقة التي تحدثوا بها وارتداءهم لملابس النساء وطلبهم لمشروبات كحولية كانت دليلاً كافياً على المثلية الجنسية. نقضت محكمة استئناف الحكم في وقت لاحق.

## قضايا اللجوء في المملكة المتحدة
مُنح رجل كاميروني مثلي الجنس الحق في طلب اللجوء في المملكة المتحدة بسبب جنسيته في أوائل يوليو/تموز 2010. ورد وزير الاتصال في الكاميرون، عيسى تشيروما باكاري، على إجراء المحكمة من خلال الاعتراف بأن المثلية الجنسية كانت غير قانونية بالتأكيد في الكاميرون، ولكن أيضًا بحجة أن المثليين لم تتم مقاضاتهم بسبب أنشطتهم الخاصة. ورفض مطالبات طالب اللجوء، قائلاً إن الرجل ليس لديه ما يخشاه القانون: «هل تعتقد أنه الشخص الوحيد المثلي في الكاميرون؟»
في أغسطس 2011، مُنح رجل كاميروني مثلي الجنس كفالة مؤقتة للهجرة من وكالة الحدود البريطانية بعد أن رفضت الخطوط الجوية الفرنسية نقله إلى ياوندي. في مايو 2012، سعت وكالة الحدود البريطانية إلى إعادة طالب اللجوء إدياغ فاليري إكويدي، ووجدت «لا يوجد دليل موثوق به» على أنه كان مثليًا، لكنه أجبر على إبقاء إكويدي في الحجز بعد تهديده «بإثارة ضجة» على رحلة إعادته على الخطوط الجوية الفرنسية إلى الكاميرون.

## ظروف الحياة
يعتبر الكاميرون مجتمعا محافظا ضد المثلية الجنسية. في عام 2006، نشر عدد من الصحف الشعبية أسماء ما لا يقل عن 50 شخصًا بارزًا للغاية ادعوا أنهم من المثليين. وأدانتهم على ما أسمته بالسلوك المنحرف. عززت هذه المقالات توزيع الصحف، لكن مجلس الاتصالات الحكومي انتقده بسبب غزوه لخصوصية الناس. أثارت الحملة نقاشًا وطنيًا حول حقوق المثليين والخصوصية.
حكمت محكمة في الكاميرون على جان بيير أموغو بيلينغا لمدة أربعة أشهر بتهمة التشهير بغريغوار أوونا، وهو وزير حكومي مدرج في قائمة ال50 مثليا المفترضين في الكاميرون.
وجد تقرير وزارة الخارجية الأمريكية لحقوق الإنسان لعام 2012: «يبقى الأشخاص من مجتمع المثليين عادة في السر بسبب وصمة العار السائد الاجتماعي، والتمييز، والتحرش، وكذلك إمكانية السجن. عانى المثليون والمثليات من التحرش والابتزاز من قبل المسؤولين المكلفين بإنفاذ القوانين: تم استخدام مزاعم كاذبة عن المثلية الجنسية لمضايقة الأعداء أو لابتزاز الأموال».في عام 2012، تأسست أول جمعية للنساء المثليات والكويريات، «وورلد كوينز» (بالإنجليزية: World Queens)‏
كشفت قصة إخبارية عام 2013 أن السلطات الكاميرونية تسمح بإعدام السكان للمثليين.

## ملخص
| قانونية النشاط الجنسي المثلي                                                                  | (العقوبة: السجن لمدة 5 سنوات وغرامة) |
| المساواة في السن القانوني للنشاط الجنسي                                                       | No                                   |
| قوانين مكافحة التمييز في التوظيف                                                              | No                                   |
| قوانين مكافحة التمييز في توفير السلع والخدمات                                                 | No                                   |
| قوانين مكافحة التمييز في جميع المجالات الأخرى (تتضمن التمييز غير المباشر، خطاب الكراهية)      | No                                   |
| قوانين مكافحة أشكال التمييز المعنية بالهوية الجندرية                                          | No                                   |
| زواج المثليين                                                                                 | No                                   |
| الاعتراف القانوني بالعلاقات المثلية                                                           | No                                   |
| تبني أحد الشريكين للطفل البيولوجي للشريك الآخر                                                | No                                   |
| التبني المشترك للأزواج المثليين                                                               | No                                   |
| يسمح للمثليين والمثليات ومزدوجي التوجه الجنسي والمتحولين جنسيا بالخدمة علناً في القوات المسلحة | No                                   |
| الحق بتغيير الجنس القانوني                                                                    | No                                   |
| علاج التحويل محظور على القاصرين                                                               | No                                   |
| الحصول على أطفال أنابيب للمثليات                                                              | No                                   |
| الأمومة التلقائية للطفل بعد الولادة                                                           | No                                   |
| تأجير الأرحام التجاري للأزواج المثليين من الذكور                                              | (غير قانوني للأزواج المغايرين كذلك)  |
| السماح للرجال الذين مارسوا الجنس الشرجي التبرع بالدم                                          | No                                   |